# Association de défense des droits des militaires
L'Association de défense des droits des militaires (ADEFDROMIL ou Adefdromil) est une association française créée en 2001, ayant pour but la protection des intérêts des militaires français.
L'association peut aider des militaires dans l'exercice de leurs droits administratifs, soit par l'écoute, soit par une aide juridique.
La liberté syndicale n’étant pas reconnue aux militaires français, l’association se présente comme n'étant pas un syndicat, et déclare ne pas avoir vocation à rejoindre les syndicats traditionnels.

## Les principaux dirigeants
L'association est présidée par Jacques Bessy, saint-cyrien et colonel de gendarmerie retraité. Il a été avocat au barreau de Nanterre de 1993 à 1995. Il a ensuite été juriste d'entreprise, notamment dans les sociétés BIC et LOUIS VUITTON. Il est l'auteur de plusieurs ouvrages : Le Droit de recours des militaires (3 éditions), Servitudes et souffrances militaires dans les armées française au XXIe siècle (L'Harmattan 2017), co-auteur du Guide des droits et démarches des militaires (Editions du Puits Fleuri - 2e édition en novembre 2018)
Son vice-président et fondateur est Michel Bavoil, auteur de l'ouvrage Pour que l’armée respecte enfin la loi.